# Гроте
Гро̀те (на италиански: Grotte, на сицилиански Grutti, Грути) е градче и община в Южна Италия, провинция Агридженто, автономен регион и остров Сицилия. Разположено е на 516 m надморска височина. Населението на общината е 5911 души (към 2010 г.).